# PHP (雑誌)
PHP（ピー・エイチ・ピー）は、PHP研究所がその機関紙として1947年4月に創刊した雑誌。

## 概要
月刊「PHP」は、「人生をより豊か、かつ楽しく充実したものとして生きることを目的に「生き方」とは何かを様々な身近な角度から検証する」ということを掲げて誌面が制作されている。PHP研究所の創業者が松下幸之助と松下電器産業（現パナソニック）であることから、松下幸之助が生前行った講演・インタビューの記事も多数掲載され、後々PHP研究所より書籍シリーズとして発売された。

## 関連・姉妹雑誌
- PHPスペシャル
- PHPのびのび子育て（育児専門誌）
- PHPくらしラク～る（主婦向け生活情報誌）
- PHPほんとうの時代ライフプラス(熟年向け生活情報誌）
- VOICE
- 歴史街道（歴史教養雑誌）
- THE21（ヤングビジネスマン向け情報誌）
- PHPビジネスレビュー 松下幸之助塾
- JAPAN CLOSE-UP（外国人や国際嗜好のあるビジネスマン向け 英字雑誌）